# Список оригінальних фільмів Disney Channel
Оригінальне кіно Каналу Disney (оригінальна назва Disney Channel Original Movies) — це фільми, створені спеціально для телебачення, які випускає і показує Disney Channel.
Найуспішніші фільми вийшли на VHS, DVD і з недавнього часу на Blu-Ray.

## Оригінальне кіно Каналу Disney

### 1997
| 1 | Північне сяйво | 23 серпня 1997 |
| 2 | В таємниці     | 25 жовтня 1997 |

### 1998
| Номер | Назва        | Прем'єра в США | Прем'єра в Україні | Аудиторія в США |
| ----- | ------------ | -------------- | ------------------ | --------------- |
| 1     | Везучий пес  | 27 червня 1998 |                    |                 |
| 2     | Крутий віраж | 29 серпня 1998 | 18 серпня 2012     |                 |
| 3     | Хелловінтаун | 17 жовтня 1998 | 27 жовтня 2010     |                 |

### 2000
| Номер | Назва                         | Прем'єра в США    | Прем'єра в Україні | Аудиторія в США |
| ----- | ----------------------------- | ----------------- | ------------------ | --------------- |
| 1     | Вгору, вгору під хмари!       | 22 січня 2000     | (дата невідома)    |                 |
| 2     | Всі кольори дружби            | 5 лютого 2000     |                    |                 |
| 3     | Влучний кидок                 | 18 березня 2000   |                    |                 |
| 4     | Володарка хвиль               | 22 квітня 2000    | 27 липня 2012      |                 |
| 8     | Пятерняшки                    | 18 серпня 2000    | (дата невідома)    |                 |
| 9     | Інший я                       | 8 вересня 2000    | (дата невідома)    |                 |
| 10    | У мами побачення з вампіром   | 13 жовтня 2000    | 26 жовтня 2010     |                 |
| 11    | Фантом Мегаплекса             | 10 листопада 2000 |                    |                 |
| 12    | Найкращий подарунок на Різдво | 1 грудня 2000     | (дата невідома)    |                 |

### 2001
| Номер | Назва                           | Прем'єра в США  | Прем'єра в Україні | Аудитория в США |
| ----- | ------------------------------- | --------------- | ------------------ | --------------- |
| 1     | Ксенон: Продовження             | 12 січня 2001   | 10 жовтня 2010     |                 |
| 2     | Заміна                          | 16 лютого 2001  | 11 серпня 2010     |                 |
| 3     | Ірландський щасливчик           | 9 березня 2001  | 19 вересня 2010    |                 |
| 4     | Загнанний                       | 13 апреля 2001  | 18 червня 2012     |                 |
| 5     | Джетт Джексон: Кіно             | 8 червня 2001   |                    |                 |
| 6     | Проєкт Дженні                   | 13 червня 2001  | 9 січня 2012       |                 |
| 7     | На абордаж!                     | 17 серпня 2001  | 8 жовтня 2011      |                 |
| 8     | Точка переходу                  | 14 вересня 2001 |                    |                 |
| 9     | Хелловінтаун 2: Помста Калабара | 12 жовтня 2001  | 28 жовтня 2010     |                 |
| 10    | Якось вночі                     | 7 грудня 2001   | 23 червня 2012     |                 |

### 2002
| Номер | Назва                       | Прем'єра в США | Прем'єра в Україні | Аудиторія в США |
| ----- | --------------------------- | -------------- | ------------------ | --------------- |
| 1     | Подвійна команда            | 18 січня 2002  |                    |                 |
| 2     | Кадет Келлі                 | 8 березня 2002 | (дата невідома)    | 7,8 мільйонів   |
| 3     | День з життя                | 5 квітня 2002  | (дата невідома)    |                 |
| 4     | Діти-шпигуни                | 28 червня 2002 | 6 липня 2012       | 1 мільйон       |
| 5     | Прорвемося!                 | 26 липня 2002  | 31 липня 2011      | 1,2 мільйона    |
| 6     | Кільце нескінченного світла | 23 серпня 2002 |                    |                 |
| 7     | Примарна команда            | 4 жовтня 2002  | (дата невідома)    |                 |

### 2003
| Номер | Назва                           | Прем'єра в США    | Прем'єра в Україні | Аудиторія в США |
| ----- | ------------------------------- | ----------------- | ------------------ | --------------- |
| 1     | Заповітне бажання               | 10 січня 2003     | 10 грудня 2011     |                 |
| 2     | Зоряна траса                    | 21 березня 2003   | 9 березня 2012     |                 |
| 3     | Як залишитися в живих           | 13 червня 2003    | 24 березня 2012    |                 |
| 4     | Рецепт перемоги Едді            | 18 липня 2003     | 12 вересня 2010    | 1,92 мільйонів  |
| 5     | Чіта Герлз                      | 15 серпня 2003    | 12 серпня 2010     | 6,5 мільйонів   |
| 6     | Full-Court Miracle              | 23 листопада 2003 | (дата невідома)    |                 |
| 7     | Кім Всемогутня: Боротьба у часі | 28 листопада 2003 | 23 серпня 2011     |                 |

### 2004
| Номер | Назва               | Прем'єра в США  | Прем'єра в Україні | Аудиторія в США |
| ----- | ------------------- | --------------- | ------------------ | --------------- |
| 1     | Ідеальна проєкція   | 16 січня 2004   | 22 серпня 2010     |                 |
| 2     | Повір у себе        | 19 березня 2004 | (дата невідома)    |                 |
| 3     | Ксенон: Z3          | 11 червня 2004  | 16 жовтня 2010     | 1 мільйон       |
| 4     | Застряглі в глушині | 16 липня 2004   | 24 березня 2012    | 3,7 мільйонів   |
| 5     | Тигрячий рейс       | 6 серпня 2004   |                    |                 |
| 6     | Хелловінтаун 3      | 8 жовтня 2004   | 31 жовтня 2011     | 6,1 мільйонів   |

### 2005
| Номер | Назва                                  | Прем'єра в США  | Прем'єра в Україні | Аудиторія в США |
| ----- | -------------------------------------- | --------------- | ------------------ | --------------- |
| 1     | Повір у диво                           | 14 січня 2005   | 28 січня 2012      |                 |
| 2     | Земля бізонів                          | 11 березня 2005 | 5 листопада 2011   |                 |
| 3     | Кім П'ять з Плюсом: Подумаєш, трагедія | 8 квітня 2005   | (дата невідома)    |                 |
| 4     | Лід у серці                            | 10 червня 2005  | 4 вересня 2010     |                 |
| 5     | Кращий пес                             | 15 липня 2005   | 25 березня 2012    |                 |
| 6     | Кіно про гордої сім'ї                  | 12 серпня 2005  |                    |                 |
| 7     | Відьми-близнючки                       | 14 жовтня 2005  | 29 жовтня 2010     | 7 мільйонів     |

### 2006
| Номер | Назва                     | Прем'єра в США  | Прем'єра в Україні | Аудиторія в США |
| ----- | ------------------------- | --------------- | ------------------ | --------------- |
| 1     | Шкільний мюзикл           | 20 січня 2006   | 25 травня 2008     | 7,7 мільйонів   |
| 2     | Красуні в молоці          | 24 березня 2006 | 2 жовтня 2010      | 5,8 мільйонів   |
| 3     | Венді Ву: Королева в бою  | 16 червня 2006  | 7 листопада 2010   | 5,7 мільйонів   |
| 4     | Читай і ридай             | 21 липня 2015   | 29 серпня 2010     | 5,6 мільйонів   |
| 5     | Чіта Герлз в Барселоні    | 25 серпня 2006  | 12 серпня 2010     | 8,2 мільйонів   |
| 6     | Повернення в Хеллоуинтаун | 20 жовтня 2006  | (дата невідома)    | 7,8 мільйонів   |

### 2007
| Номер | Назва                           | Прем'єра в США | Прем'єра в Україні | Аудиторія в США |
| ----- | ------------------------------- | -------------- | ------------------ | --------------- |
| 1     | Стрибай!                        | 12 січня 2007  | 21 серпня 2010     | 8,2 мільйонів   |
| 2     | Джонні Капахала: Знову на дошці | 8 червня 2007  | 18 вересня 2010    | 1,3 мільйонів   |
| 3     | Шкільний мюзикл: Канікули       | 17 серпня 2007 | 14 червня 2008     | 17,3 мільйонів  |
| 4     | Відьми-близнючки 2              | 12 жовтня 2007 | 30 жовтня 2010     | 7 мільйонів     |

### 2008
| Номер | Назва                     | Прем'єра в США | Прем'єра в Україні | Аудиторія в США |
| ----- | ------------------------- | -------------- | ------------------ | --------------- |
| 1     | Рятувальники у часі       | 25 січня 2008  | 26 березня 2011    | 6,5 мільйонів   |
| 2     | Рок табір                 | 20 червня 2008 | 25 грудня 2010     | 20,5 мільйонів  |
| 3     | Чіта Герлз в Індії        | 22 серпня 2008 | 7 січня 2011       | 6,2 мільйонів   |
| 4     | Класний мюзикл: Випускний |                |                    |                 |

### 2009
| Номер | Назва                    | Прем'єра в США | Прем'єра в Україні | Аудиторія в США |
| ----- | ------------------------ | -------------- | ------------------ | --------------- |
| 1     | Татовикрадення           | 16 лютого 2009 | 23 лютого 2011     | 4,6 мільйонів   |
| 2     | Піт в пір'ї              | 30 квітня 2009 | 7 листопада 2010   | 4,1 мільйонів   |
| 3     | Програма захисту принцес | 26 червня 2009 | 11 серпня 2010     | 8,5 мільйонів   |
| 4     | Чаклуни з Вейверлі       | 28 серпня 2009 | 31 жовтня 2010     | 11,4 мільйонів  |

### 2010
| Номер | Назва                       | Прем'єра в США    | Прем'єра в Україні | Аудиторія в США |
| ----- | --------------------------- | ----------------- | ------------------ | --------------- |
| 1     | Зіркова хвороба             | 26 березня 2010   | 6 листопада 2010   | 4,4 мільйонів   |
| 3     | 16 бажань                   | 25 червня 2010    | 1 травня 2011      | 5,6 мільйонів   |
| 4     | Братик Ден                  | 13 серпня 2010    | 4 червня 2011      | 3,8 мільйонів   |
| 5     | Рок Табір 2: Фінальна битва | 3 вересня 2010    | 15 листопада 2010  | 8 мільйонів     |
| 6     | Школа Авалон                | 12 листопада 2010 | 26 листопада 2011  | 3,8 мільйонів   |

### 2011
| Номер | Назва                               | Прем'єра в США    | Прем'єра в Україні | Аудиторія в США |
| ----- | ----------------------------------- | ----------------- | ------------------ | --------------- |
| 1     | Зак і Коді: Все тіп-топ             | 25 березня 2011   | (дата невідома)    | 5,2 мільйонів   |
| 2     | Лимонадний голос                    | 15 квітня 2011    | 14 травня 2011     | 7,1 мільйонів   |
| 3     | Фантастичні пригоди Шарпей          | 22 травня 2011    | 2011               | 4,9 мільйонів   |
| 4     | Фінеас і Ферб: У другому вимірі     | 5 серпня 2011     | 5 листопада 2011   | 7,6 мільйонів   |
| 5     | Ботан прекрасний                    | 11 листопада 2011 | 12 лютого 2012     | 4,9 мільйонів   |
| 6     | Щасти, Чарлі! Кінощоденник подорожі | 2 грудня 2011     | грудень 2011       | 7 мільйонів     |

### 2012
| Номер | Назва               | Прем'єра в США | Прем'єра в Україні | Аудиторія в США |
| ----- | ------------------- | -------------- | ------------------ | --------------- |
| 1     | Закляті друзі       | 13 січня 2012  | квітень 2012       | 4,3 мільйонів   |
| 2     | Радіо-бунтарка      | 17 лютого 2012 | 19 травня 2012     | 4,3 мільйонів   |
| 3     | Засвітись           | 15 червня 2012 | осінь 2012         | 5,7 мільйонів   |
| 4     | Дівча проти монстра | 12 жовтня 2012 | жовтень 2013       | 4,9 мільйонів   |

### 2013
| Номер | Назва            | Прем'єра в США | Прем'єра в Україні | Аудиторія в США |
| ----- | ---------------- | -------------- | ------------------ | --------------- |
| 1     | Літо. Пляж. Кіно | 19 липня 2013  | (дата невідома)    | 8,4 мільйонів   |

### 2014
| Номер | Назва                         | Прем'єра в США  | Прем'єра в Україні | Аудиторія в США |
| ----- | ----------------------------- | --------------- | ------------------ | --------------- |
| 1     | Трамплін надії                | 17 січня 2014   | (дата невідома)    | 4,9 мільйонів   |
| 2     | Zapped. Чарівний додаток      | 27 червня 2014  | (дата невідома)    | 5,7 мільйонів   |
| 3     | Як створити ідеального хлопця | 15 серпня 2014  | (дата невідома)    |                 |
| 4     | Красуня                       | 19 вересня 2014 | (дата невідома)    |                 |

### 2015
| Номер | Назва              | Прем'єра в США | Прем'єра в Україні | Аудиторія в США |
| ----- | ------------------ | -------------- | ------------------ | --------------- |
| 1     | Гонитва за красою  | 13 лютого 2015 | (дата невідома)    |                 |
| 2     | Літо. Пляж. Кіно 2 | 26 червня 2015 | (дата невідома)    |                 |
| 3     | Спадкоємці         | 31 липня 2015  | (дата невідома)    |                 |

## Фільми з найбільшою аудиторією в день прем'єри
| Номер | Назва                             | Рейтинг                 | Рік  |
| ----- | --------------------------------- | ----------------------- | ---- |
| 1     | Класний мюзикл: Канікули          | 17,2 мільйонів глядачів | 2007 |
| 2     | Чарівники з Вейверлі Плейс в кіно | 11,4 мільйонів глядачів | 2009 |
| 3     | Рок табір                         | 8,9 мільйонів глядачів  | 2008 |
| 4     | Програма захисту принцес          | 8,5 мільйонів глядачів  | 2009 |
| 5     | Літо. Пляж. Кіно                  | 8,4 мільйонів глядачів  | 2013 |
| 6     | Стрибай!                          | 8,2 мільйонів глядачів  | 2007 |
| 7     | Чита Герлз в Барселоні            | 8,1 мільйонів глядачів  | 2006 |
| 8     | Рок Табір 2: Фінальна битва       | 7,9 мільйонів глядачів  | 2010 |
| 9     | Кадет Келлі                       | 7,8 мільйонів глядачів  | 2002 |
| 10    | Класний мюзикл                    | 7,7 мільйонів глядачів  | 2006 |

Примітка: Цей список з інформацією про глядачів у США і не відноситься до України та інших країн світу.

### Протягом року
| Рік  | Фільм                             | Рейтинг                 |
| ---- | --------------------------------- | ----------------------- |
| 2002 | Кадет Келлі                       | 7,8 мільйонів глядачів  |
| 2003 | Чіта Герлз                        | 6,5 мільйонів глядачів  |
| 2004 | Хелловінтаун 3                    | 6,1 мільйонів глядачів  |
| 2005 | Відьми-близнючки                  | 7,0 мільйонів глядачів  |
| 2006 | Чита Герлз в Барселоні            | 8,2 мільйонів глядачів  |
| 2007 | Класний мюзикл: Канікули          | 17,2 мільйонів глядачів |
| 2008 | Рок табір                         | 8,9 мільйонів глядачів  |
| 2009 | Чарівники з Вейверлі Плейс в кіно | 11,4 мільйонів глядачів |
| 2010 | Рок Табір 2: Фінальна битва       | 7,9 мільйонів глядачів  |
| 2011 | Фінеас і Ферб: У другому вимірі   | 7,6 мільйонів глядачів  |
| 2012 | Засвітись                         | 5,7 мільйонів глядачів  |
| 2013 | Літо. Пляж. Кіно                  | 8,4 мільйонів глядачів  |
| 2014 | Zapped. Чарівне додаток           | 5,7 мільйонів глядачів  |
| 2015 | Літо. Пляж. Кіно 2                | 7,5 мільйонів глядачів  |